# Guy Leclercq (écrivain)
 (novembre 2018).
Si vous disposez d'ouvrages ou d'articles de référence ou si vous connaissez des sites web de qualité traitant du thème abordé ici, merci de compléter l'article en donnant les références utiles à sa vérifiabilité et en les liant à la section « Notes et références ».
Pour les articles homonymes, voir Guy Leclercq et Leclercq.
Guy Leclercq est un écrivain français né le 11 décembre 1946 à Lumbres (Pas-de-Calais).

## Biographie
Guy Leclercq naît dans une famille ouvrière de condition très modeste. Chrétien ayant connu des expériences spirituelles intenses et père d'une famille nombreuse, la naissance d'une fille autiste lui révèle la richesse du monde handicapé.

## Publications
- Le Champ du voisin, éditions Westhoeck, 1983  (ISBN 2903077983). Immergé dans le milieu paysan du nord de la France grâce à sa femme, l'auteur a écrit ce roman décrivant les rivalités sur la transmission des terres au tout début de la mécanisation agricole.
- Dieu a toujours raison, éditions l’Harmattan, 2002  (ISBN 2747533808). "Essai de spiritualité" selon les propres termes de l'auteur, relate la remise en cause et l'intégration personnelle de sa Foi au cours des événements qui ont jalonné son existence[1].
- Le Bonheur de Félix, éditions Atria, 2007  (ISBN 9782952549646). La rencontre d'un jeune enfant et d'un vieil homme nous fait revisiter la première moitié du vingtième siècle dans le Boulonnais[2].